# 趙玉鉉
趙 玉鉉（チョ・オキョン、朝鮮語: 조옥현、1903年5月1日 - 没年不詳）は、日本統治時代の朝鮮の独立運動家、大韓民国の政治家。制憲韓国国会議員。
本貫は玉川趙氏。独立運動家・元国会議員の趙擎韓は次兄。

## 経歴
全羅南道順天郡出身。漢文私塾を経て、京城実業学校中退、上海恵霊英文専修学校修学、北京燕京大学卒。卒業後は故郷で農業に従事しながら独立運動を行い、自救会や英語講習所を開き、光復後は順天独立促成国民会副支部長・支部長、国会議員、反民特委特別裁判官を務めた。
朝鮮戦争の際、北朝鮮に拉致され、以後消息不明。